# Gaily, Gaily
Pour plus de détails, voir Fiche technique et Distribution.
Gaily, Gaily est un film américain réalisé par Norman Jewison, sorti en 1969.

## Synopsis
En 1910, Ben Harvey désire voir le monde et quitte sa maison pour Chicago, où il rencontre une femme nommée Lil, qui est en réalité la patronne d'un bordel, que Ben prend par erreur pour une pension de famille. Il est également ami avec Adeline, l'une des prostituées. Alors qu'il essaie de trouver du travail, Ben rencontre d'autres personnes, dont un journaliste alcoolique nommé Sullivan, ainsi que deux autres hommes, Grogan et Johanson, qui sont impliqués dans des actes louches au sein du gouvernement de la ville. Soupçonnant la corruption, Harvey et Sullivan décident d'enquêter....

## Fiche technique
- Titre : Gaily, Gaily
- Réalisation : Norman Jewison
- Scénario : Abram S. Ginnes d'après le roman autobiographique de Ben Hecht
- Production : Norman Jewison
- Musique : Henry Mancini
- Photographie : Richard H. Kline
- Montage : Hal Ashby
- Pays d'origine : États-Unis
- Format : Couleurs - Mono
- Genre : Comédie
- Durée : 107 minutes
- Date de sortie : 1969

## Distribution
- Beau Bridges : Ben Harvey
- Melina Mercouri : Lil
- Brian Keith : Sullivan
- George Kennedy : Johanson
- Hume Cronyn : Grogan
- Margot Kidder : Adeline
- Roy Poole : Dunne
- Wilfrid Hyde-White : Le Gouverneur
- Melodie Johnson : Lilah
- John Randolph : le père
- Harry Holcombe : Étranger dans le train
- Harvey Jason : Quinn
- Charles Tyner : Dr Lazarus
- Claudia Bryar : la mère

## Distinctions
Film nommé pour 3 Oscars :
- Oscar de la meilleure direction artistique
- Oscar de la meilleure création de costumes
- Oscar du meilleur mixage de son